# Psí Velorum
Psí Velorum (ψ Velorum) je dvojhvězda v souhvězdí Plachet vzdálená přibližně 61,4 světelných let od Slunce. Systém je viditelný pouhým okem a má kombinovanou zdánlivou jasnost +3,58. Díky svému pohybu vesmírem je systém kandidátem na členství v Castorově hvězdné kinematické skupině.

## Popis systému
Systém se skládá ze dvou složek, které obíhají kolem společného barycentra. Doba oběhu činí 33,95 let a dráha má excentricitu 0,433. Velká poloosa jejich oběžné dráhy má úhlovou velikost 0,862 obloukové vteřiny, což odpovídá vzdálenosti přibližně 12 AU.
Hlavní složka, ψ Vel A, je podobr spektrální třídy F0 IV s jasností +3,91 a hmotností 1,44 M☉. Povrchová teplota činí přibližně 7122 K.
Sekundární složka, ψ Vel B, je také podobr spektrální třídy F3 IV s jasností +5,12. Má podobné vlastnosti jako hlavní složka, ale je méně jasná.

## Astrometrické údaje
- Roční paralaxa: 53,15±0,37 mas[6]
- Vlastní pohyb v rektascenzi: −147,98 mas/r[6]
- Vlastní pohyb v deklinaci: +61,35 mas/r[6]
- Radiální rychlost: +8,8±1,8 km/s[7]